# Друге закріпачення
Друге закріпачення - поява, або посилення кріпосного права у країнах Центральної та Східної Європи у XVI-XIX століттях.

## Назва
Назва цього явища пов'язана з тим, що до XIII-XIV століть у деяких країнах Європи кріпацтво майже зникло і змінилося легкими видами феодальної експлуатації. Можливо, вперше цей термін використав Енгельс.

## Розповсюдження
Спостерігалося в Речі Посполитій, Угорщині, Росії, Чехії, Данії та державах східної Німеччини: Пруссії, Мекленбурзі, Померанії, Австрії та деяких інших. У всіх цих країнах до цього часу утвердилися ринкові відносини та приватна власність, що відрізнялося від умов виникнення класичного кріпосного права.

## Особливості
Важливою особливістю нового кріпацтва було те, що панщинне господарство було не натуральним, а товарним, тобто включено до єдиного ринку. Іншою особливістю було те, що селяни були приватною власністю поміщиків: йшла широка торгівля душами (часто без землі - у Померанії, Росії, Мекленбурзі та Речі Посполитій).

## Причини виникнення
Марксистська традиція пояснює друге видання кріпацтва появою великого грошового попиту на хліб у країнах Західної Європи (або у самих східноєвропейських країнах) та зміцненням державної влади, здатної ефективно справлятися з повстаннями.
Інша точка зору полягає в тому, що Східна Європа просто із запізненням пройшла етап кріпацтва.
Схематичне поширення і узагальнення цього явища на території Центральної і Східної Європи призвело до спотворення і деформації в історіографії суспільно-економічної історії цієї частини континенту. Зокрема в Україні кріпацтво було скасоване внаслідок повстання українців проти влади Речі Посполитої  у 1648 році, яке завершилося сецесією України від Польщі та фактичним виникненням самоврядної держави. В Україні кріпацтво було відновлене після скасування козацької автономії Московською державою, до складу якої потрапила Україна. На Лівобережжі України московська влада у 1783 році практично вдалася до "Третього видання кріпацтва", яке тривало по 1861 р. (на Правобережжі кріпацтво було повернуте раніше, остаточно у 1710-1720-х рр. XVIII-го століття,  що стало можливим після трьох послідовних домовленостей Польщі з Москвою у 1667, 1686 та 1711 рр.).
Прихильники теорії залежного розвитку наголошують на тому моменті, що в ході впровадження ззовні вже сформованих капіталістичних відносин у традиційне суспільство відбувається лише часткова його модернізація (поява анклавів сучасного виробництва), на тлі масової архаїзації суспільних відносин за їх межами — у тому числі й повернення до кріпацтва селян чи її посилення там, де вона ще існувала, але перебувала у процесі розкладання.

## Скасування кріпосного права країнами
- У Чехії селяни звільнені у 1781.
- У деяких державах кріпацтво скасовано під час наполеонівських воєн (зокрема, у Пруссії — 1807).
- У Мекленбурзі скасовано у 1820.
- У королівстві Ганновер - у 1831.
- У Саксонії - в 1832.
- В Австрійській імперії — в 1848, причому в Угорщині — в 1853.
- У Росії — 1861.
- У Болгарії (у складі Османської Імперії) - у 1879.
- У Боснії та Герцеговині (у складі Австро-Угорщини) - у 1918.